# 保加利亚农民联盟
保加利亚农民联盟 是保加利亚的一個农业主义政党，成立於1899年。最初，保加利亚农民联盟是一個团体；1901年，改組为政党。1920年，保加利亚农民联盟通過選舉成为保加利亞执政党，亚历山大·斯塔姆博利伊斯基担任首相。1923年保加利亞政變發生後保加利亚农民联盟下台。在保加利亚人民共和国时期，该党是保加利亚共产党的卫星党以及祖国阵线的成员。